# Куяба (річка)
Куяба (порт. Rio Cuiabá) — річка у Південній Америці, у південно-централній частині Бразилії протікає у південній частині штату Мату-Гросу та штаті Мату-Гросу-ду-Сул. Ліва притока річки Парагвай, належить до водного басейну Ла-Плати → Атлантичного океану.

## Географія

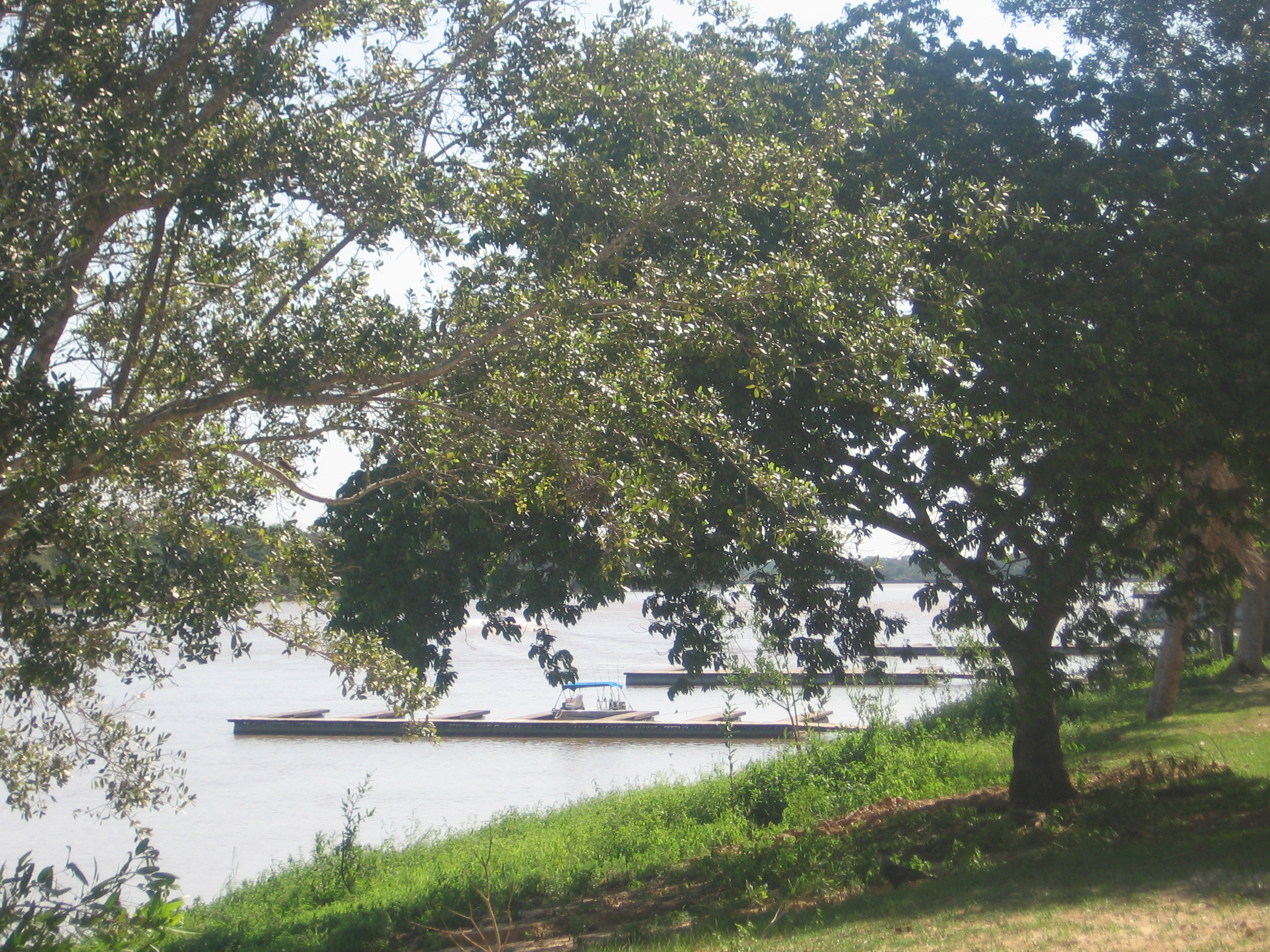
Річка Куяба поблизу
міста Порту-Джофрі

Річка починає свій витік на плато Мату-Гросу в штаті Мату-Гросу, на висоті близько 400 м над рівнем моря, за 65 км на південний-схід від міста Нова-Мутум.
Куяба у верхів'ї тече кілька десятків кілометрів на схід, а потім круто повертає в південно-західному напрямку, після міста Розаріу-Уесті, повертає на південь — південний схід. Після озера Чакороре, повертає на південь, а потім знову на південь — південний захід, і далі на південний захід. В нижній течій, на відрізку близько 150 км тече кордоном штатів Мату-Гросу та Мату-Гросу-ду-Сул. Після злиття її із річкою Сан-Лоренсо, на більшості карт, продовжує позначатися як Куяба. Впадає у річку Парагвай, із лівого берега за 130 км на північ від міста Корумба, в південній частині ландшафтного національного парку Пантанал та біля північно-східної частини підніжжя невеликого гірського масиву Сьєрра-де-Амолар.
Річка має довжину 980 км. Площа водного басейну становить 102 750 км². Середній похил русла річки від витоку до гирла — 0,31 м/км. В нижній течії судноплавна для невеликих вантажних та туристичних суден.

## Гідрологія
Спостереження за водним режимом річки Куяби проводилось протягом 12 років (1967–1978) на станції Порту-Алегрі, розташованої за 60 км від гирла, впадіння її в річку Парагвай. Середньорічна витрата води яка спостерігалася тут за цей період — 589 м³/с, для водного басейну 102 тис. км², що становить близько 100% загальної площі басейну річки. За період спостереження встановлено, що повінь у січні — травні, максимальна — у лютому-квітні. Живлення річки — переважно дощове. Мінімальний середньомісячний стік за весь період спостереження становив 240 м³/с (у вересні), максимальний середньомісячний стік за весь період спостереження становив — 1 031 м³/с (у лютому). Величина прямого стоку в цілому по басейну досягає — 181 міліметра на рік.

## Притоки
Притоки Куяби (від витоку до гирла): Ріу-Мансу (ліва), Ріу-Жанґада (права), Ріу-Кохіпо-асу (ліва), Ріу-Парі (права), Ріу-Кохіпу (ліва), Ріу-Аріка-асу (ліва), Ріу-Піраім (права), Сан-Лоренсо (ліва, 480 км), Ріу-Пік'юрі (ліва, 400 км).

## Населенні пункти
На берегах річки розташовані такі найбільші населенні пункти (від витоку до гирла): Нобрис, Розаріу-Уесті, Акорізал, Куяба, Варзеа-Гранді, Санту-Антоніу-ду-Левержер, Баран-ді-Мелгасу, Порту-Джофрі.